# 손순흥 (1908년)
손순흥(孫順興, 1908년 10월 16일 ~ 1956년 5월 30일)은 대한제국 독립운동가이다.

## 생애

### 일생
충청북도 영동(永同) 출생. 아명(兒名)은 손석남(孫奭男)이고 호(號)는 우석(宇奭)·산남(山南)이며 중국어와 일본어에 능통하였던 그는 일본 히로시마 시절 에히토 쇼이치(江信誠一)이라는 일본어 가명을 사용하였으며 일본 탈출하여 조선국 자국 입국을 하던 시절 옌중건(顔仲根)이라는 중국어 가명을 사용하였다. 충청북도 영동보통학교 졸업 후 일본 히로시마(廣島)로 건너가 노동에 종사한 뒤 귀국하여 1926년 영동군 황간청년회(黃澗靑年會)에 가입하여 사회운동을 전개하였다. 그는 청년회 활동 중 사회주의 사상에 공감하여 항일 운동을 벌이기로 뜻을 세우고, 1929년 4월 26일 영동노동청년회를 영동농민조합(永同農民組合)으로 발전적으로 개편시키는데 주도적 역할을 담당하였다. 그 후 1930년 3월 개최된 제2회 정기총회에서 농민조합의 자체발전과 운동을 확대하기로 결의하고 조직을 개편할 때 손순흥은 검사위원장에 선출되었다. 그리고 이와 같은 운동 방침에 따라 그는 영동농민조합의 조직 확대에 힘을 쏟아 1930년 5월 영동농민조합 황간지부(黃澗支部)를 설치하였다. 그에 이어 1931년 4월 농민조합 정기대회를 개최하면서 6백여 명 조합원의 결속을 강화하는 한편, 표면으로는 합법적 농민단체로 위장하면서 비밀결사 활동을 전개하였다. 또한 황간지부원 김순화(金順化)·박개천(朴開天)·박기철(朴基喆)·방영준(方英俊)·김완수(金完洙)·박찬영(朴燦榮) 등 10여 명을 비밀결사의 요원으로 포섭하여 항일투쟁을 전개하였다. 그리고 이를 기반으로 적우동맹(赤友同盟)을 조직하였는데, 이 때 그는 선전조직부의 일을 맡았다. 적우동맹은 일제 식민지통치를 전면 부정하고 지하 조직을 통한 농민운동의 활성화를 꾀하는 한편 소작쟁의·동맹파업 등을 배후에서 지도하였다. 결국 이와 같은 활동 중 그는 일경에 붙잡혀 1934년 6월 13일 공주지방법원에서 소위 치안유지법 위반으로 징역 3년을 받아 공소하였으나 같은 해 1934년 7월 20일 경성복심법원에서 기각, 형이 확정되어 옥고를 치렀다. 그 후 충청북도 영동 지방에서 8·15 광복을 목도하였으며 1946년 6월부터 1948년 9월까지 한국독립당 당무위원 직위를 잠시 지냈다.

## 사후
대한민국 정부에서는 고인의 공훈을 기리고자 1995년 3월 1일을 기하여 건국훈장 애족장을 추서하였다.